# Aufzug Grund-Oberstadt

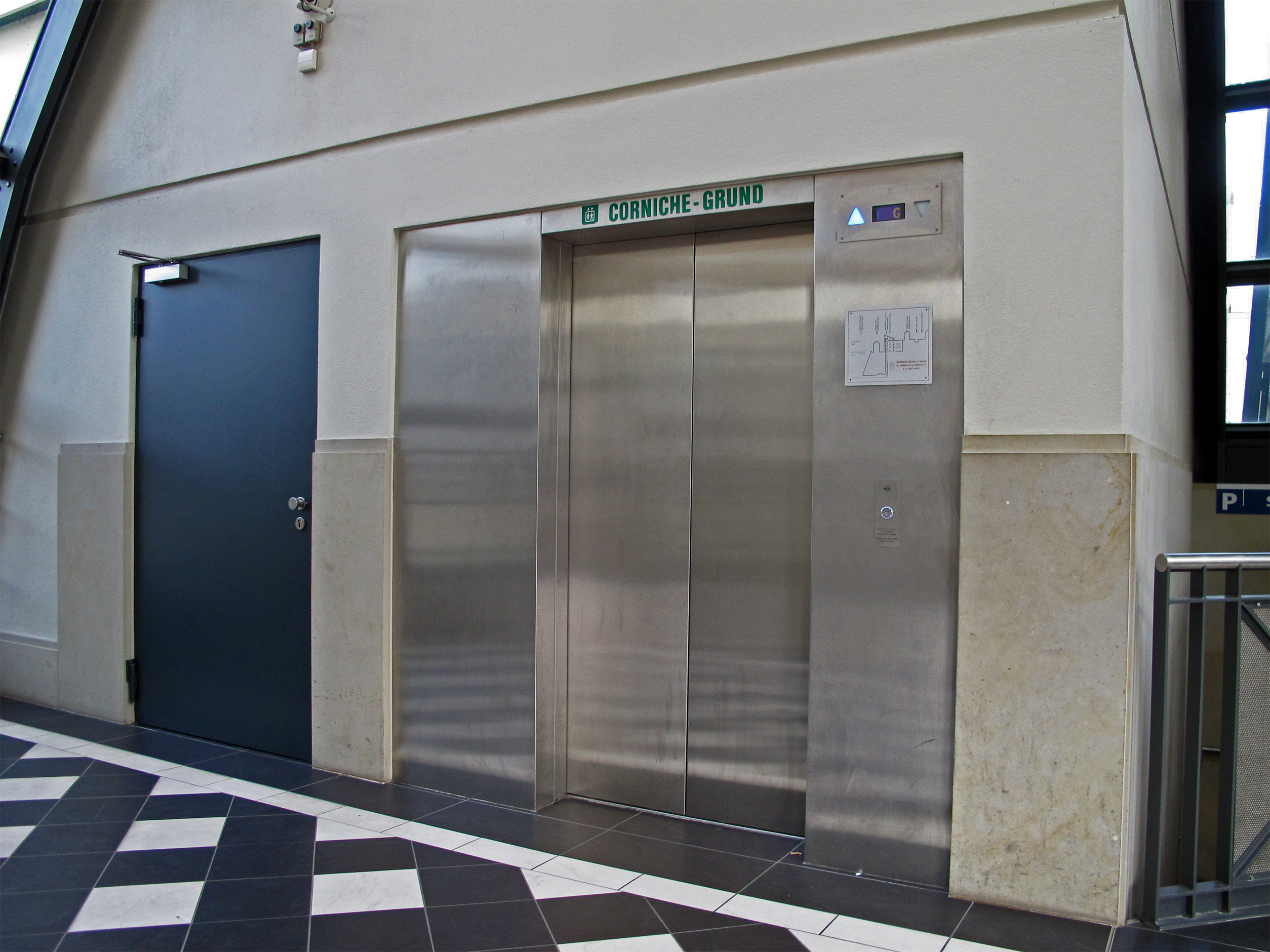
Eingang am Heilig-Geist-Plateau

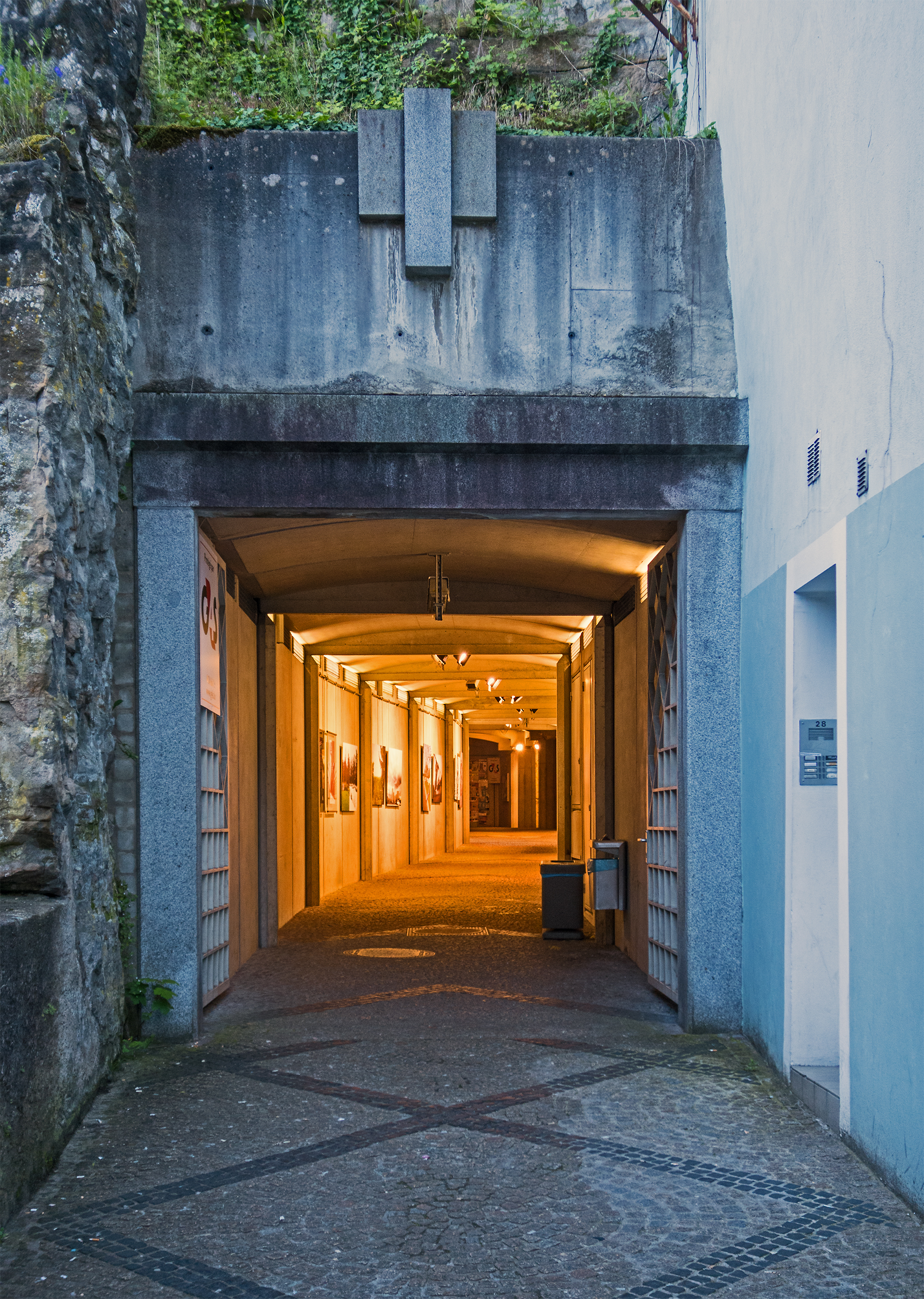
Zugang im Stadtteil Grund

Der Aufzug Grund ↔ Oberstadt ist – neben dem Aufzug Pfaffenthal ↔ Oberstadt und den in Bau befindlichen Anlagen Place de la Constitution ↔ Pétrusse-Tal und Cents ↔ Neudorf-Weimershof – einer der demnächst vier ÖPNV-Liftanlagen innerhalb der Stadt Luxemburg im Großherzogtum Luxemburg.
Er wurde zusammen mit dem Saint-Esprit-Parkhaus gebaut und am 20. März 1987 in Betrieb genommen.
Der Aufzug verbindet das Heiliggeistplateau mit incl. Cité Judiciaire in der Luxemburger Oberstadt mit dem Stadtteil Grund.
Die Liftanlage überwindet dabei mit einer Fahrtzeit von 25 Sekunden und einer Geschwindigkeit von 1,80 m/Sekunde insgesamt 45 Höhenmeter.
Die Talstation ist über einen 55 m langen Fußgänger-Tunnel-Weg erreichbar, genannt Op der Schmedd. Dieser ist über die Rue Münster zur Brücke im Grund (frz.: Pont du Grund lux:Stadgronn-Bréck) und über die Alzette führt.